# おじぎ30度
おじぎ30度(おじぎさんじゅうど)とは、無料動画配信サイト「Dohhh!UP」で配信されている短編ミニドラマである。そのドラマを原案として2008年に上演された舞台『おじぎ30度　オン・ステージ』及びその続編として2009年に上演された舞台『おじぎでシェイプアップ!』についても本項で記述する。

## 概要
- 2006年12月24日より、シリーズ1の第1話が配信開始。以降、シリーズ3の第6話まで続いた。
- 実在する人気洋食店ファミリーレストラン「ガスト」を舞台にした、従業員の女の子3人（シリーズ3では4人）の日常会話を面白く描いたコメディ。
- シリーズ1からシリーズ3まで全て出演したのは、高橋愛と土岐田麗子の2人。また、シリーズ3の黒田れいな（厨房バイト役）以外は全てウエイトレス役。
- 2007年2月9日から3月末頃まで、ガスト店頭限定でシリーズごとのDVDを発売。その後、ハロー!プロジェクトのファンクラブ会員を対象に通信販売を行い、現在はe-LineUP!で購入可能。

## 出演者

### シリーズ1
- 木下花梨（高橋愛）
- 望月深華（土岐田麗子）
- 地井ルルカ（道重さゆみ）

### シリーズ2
- 木下花梨（高橋愛）
- 望月深華（土岐田麗子）
- 鶴絵里香（亀井絵里）

### シリーズ3
- 木下花梨（高橋愛）
- 望月深華（土岐田麗子）
- 地井ルルカ（道重さゆみ）
- 黒田れいな（田中れいな）

## 舞台『おじぎ30度 オン・ステージ』
- 2008年2月27日 - 3月2日、新宿シアターアプルで上演[1]された。
- ストーリーベースは、ドラマ版と同じくファミレスでアルバイトする女の子達の日常であるが、脚本はオリジナルである。
- 脚本、演出は太田善也（散歩道楽）。

### 出演者
- 木下花梨（高橋愛）
- 望月深華（土岐田麗子）
- 地井ルルカ（道重さゆみ）
- 鶴絵里香（亀井絵里）
- 黒田れいな（田中れいな）
- 他

## 舞台『おじぎでシェイプアップ!』
- “おじぎシリーズ第2弾”として、2009年6月7日 - 14日、ル・テアトル銀座で上演[2]された。
- 続編ではあるが、ストーリー的に前作と繋がりはなく「前作に出ていた5人の女の子がもし別の仕事場で働いていたら…」といった形のアナザーストーリー的展開である。
- 脚本、演出は前作に続き太田善也（散歩道楽）。

### 出演者
- 木下花梨（高橋愛）
- 望月深華（土岐田麗子）
- 地井ルルカ（道重さゆみ）
- 鶴絵里香（亀井絵里）
- 黒田れいな（田中れいな）
- 秋川正宗（名取幸政）
- 清水くみ子（平田敦子）
- 福島大介（相葉健次）
- 原健太（源）
- 本村祥子（島本麻衣子）
- 村松奈々（村上東奈）
- 坂爪安則（谷中田善規）
- 今熊真千子（ヒルタ街）
- 榎木陽一（椎名茸ノ介）
- 今熊努（植木まなぶ）
- 田之倉友美（澤井友梨）
- 市井さや（市村恵美子）
- 今熊優菜（竹内朱莉）
- 新川凛（宮本佳林）